# Chapelle Bardi (Santa Croce)
Pour les articles homonymes, voir Chapelle Bardi et Bardi (homonymie).
La Chapelle Bardi (Cappella Bardi en italien) est une chapelle de la basilique Santa Croce de Florence en Italie. Elle est célèbre pour les fresques de Giotto peintes en 1318, consacrées à la vie de saint François d'Assise et commandées par la famille Bardi. 

## La décoration des chapelles
Les fresques furent commandés par le banquier florentin Bardi, pour la chapelle familiale, située dans le transept de la basilique Santa Croce de Florence, entre la chapelle absidiale et la chapelle de la famille Peruzzi, également peinte par Giotto. Santa Croce était l'église du couvent des Franciscains. Cette chapelle est constituée d'une simple travée voûtée d'ogives. Les murs latéraux sont plats ; le mur du fond est percé d'une fenêtre en arc brisé. 
L'artiste a réalisé l'ensemble en travaillant a fresco, en peignant rapidement et sans retouche. Les deux murs latéraux sont divisés en trois niveaux, deux grands rectangles et un demi-cercle dans la lunette de la voûte : ils accueillent des épisodes de l'histoire de saint François. Les quatre parties de la voûtes sont également peintes, ainsi que le mur du fond.

## Les fresques
Le cycle commence en haut du mur de gauche, passe en haut du mur de droite, se poursuit sur le registre médian du mur de gauche, puis de droite. Les tableaux du bas du mur de gauche et enfin du bas du mur de droite achèvent l'ensemble. Le peintre place le spectateur face au tableau, et les lignes de fuite convergent toutes vers le centre du tableau. 

### LaVie de saint François

#### La renonciation à l'héritage paternel
Le peintre commence son récit, en haut du mur de gauche, par la renonciation de saint François aux biens terrestres, c'est-à-dire à l'héritage de son père. La scène se passe devant un édifice unique, occupant tout l'arc de cercle sous la voûte, qui symbolise à la fois les richesses matérielles et la maison paternelle. L'angle du bâtiment sépare, d'un côté le père en colère retenu par des bourgeois avec une femme et un enfant, et de l'autre, le saint élevant les mains en prière, nu et couvert par le pan du vêtement de l'évêque qui l'enserre. Derrière l'évêque, des moines accompagnent un autre enfant. La colère du père et les gestes des personnages qui le retiennent sont représentées par des mimiques particulièrement expressives. La position de l'angle du bâtiment permet de bien mettre en valeur le jeune saint François, et donne à la scène une grande lisibilité. 

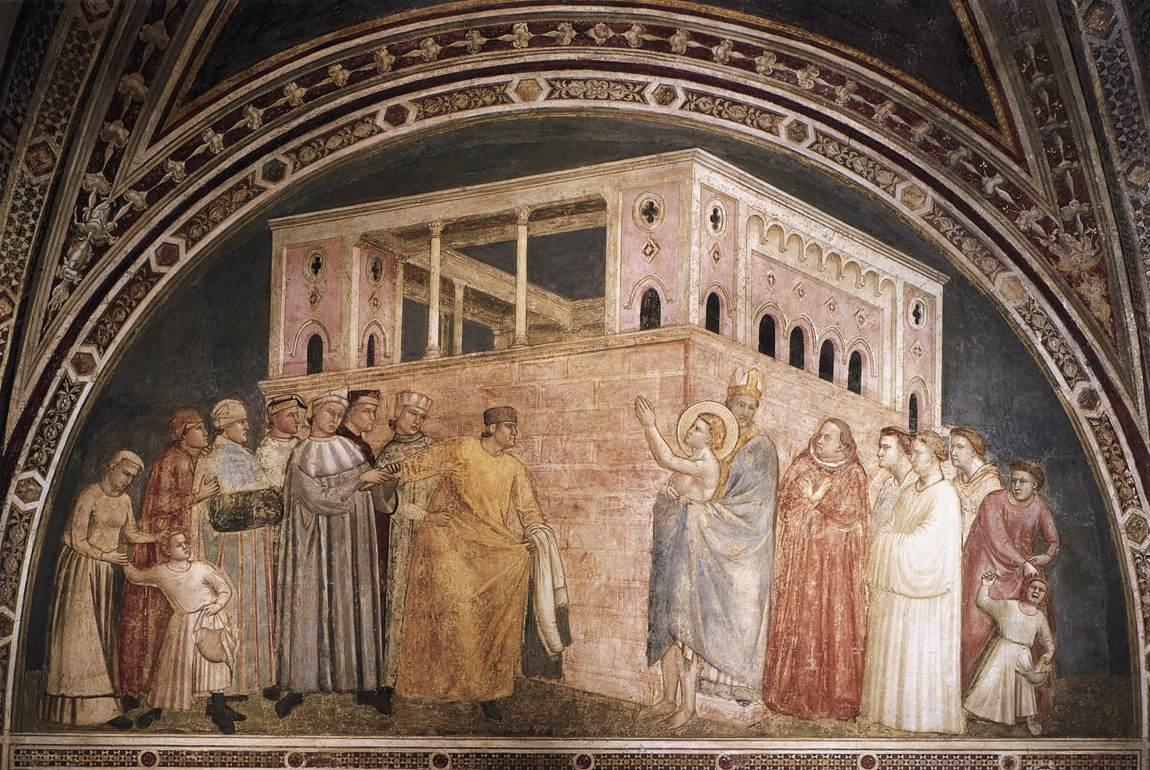
La Renonciation à l'héritage paternel.
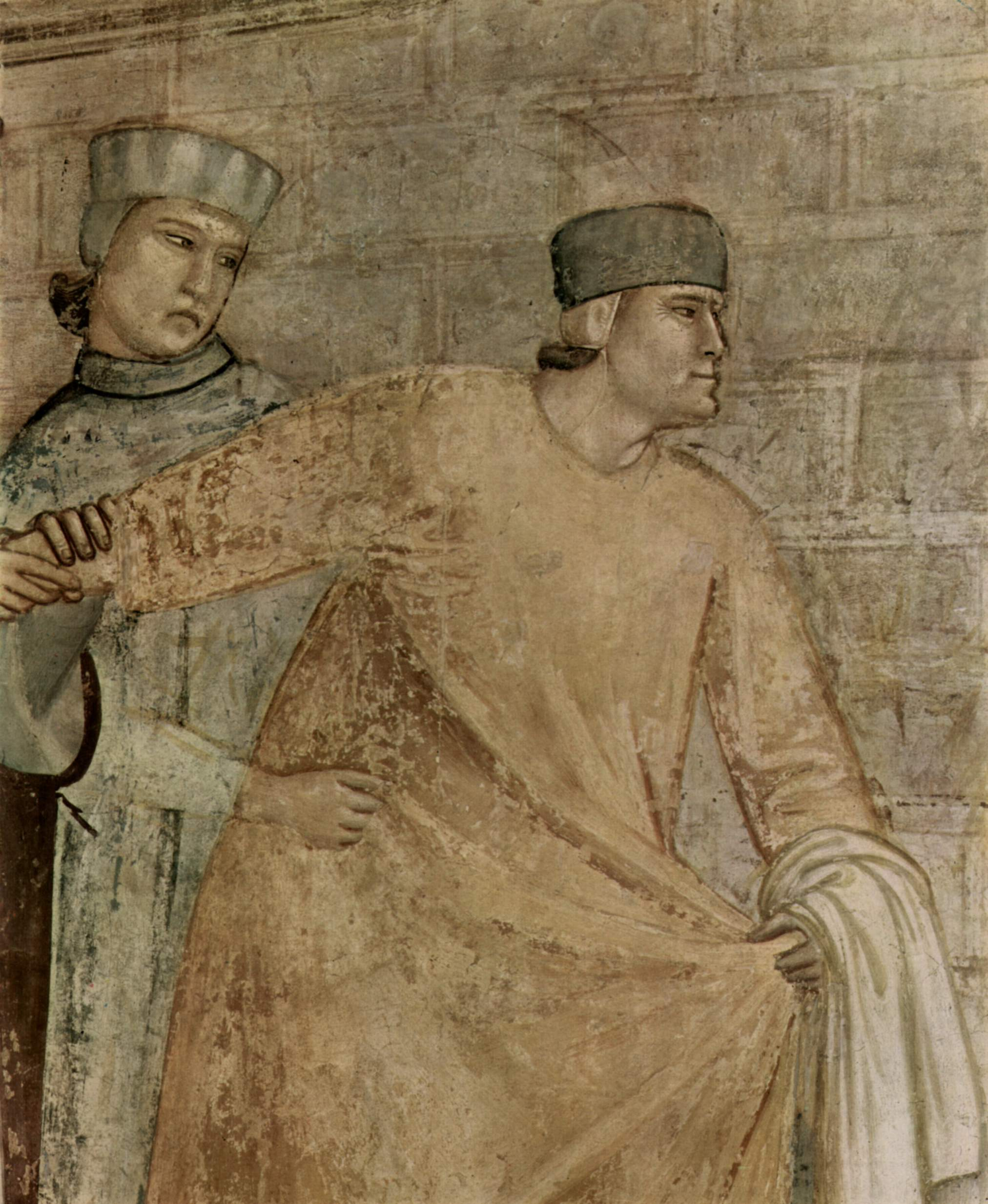
La Renonciation à l'héritage paternel, détail.
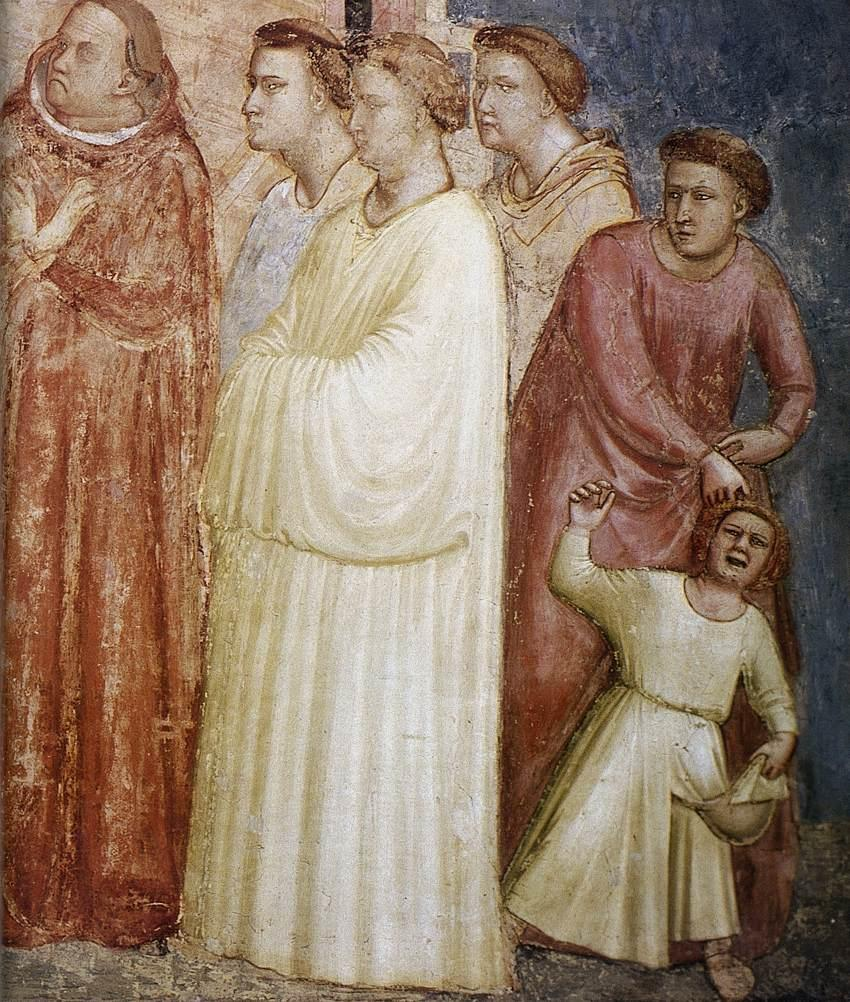
La Renonciation à l'héritage paternel, détail.

#### L'approbation de la règle par Innocent III
Située sous la voûte, en haut du mur de droite, cette scène, comme la précédente, est en forme de demi-lune. Sur le fond bleu se détache un bâtiment ouvert, où l'on voit, à gauche, le pape Innocent III sur son trône, et, à ses pieds, une foule de franciscains à genoux : ils obtiennent alors la confirmation de leur règle de pauvreté par le pape, autorité suprême de l’Église. 

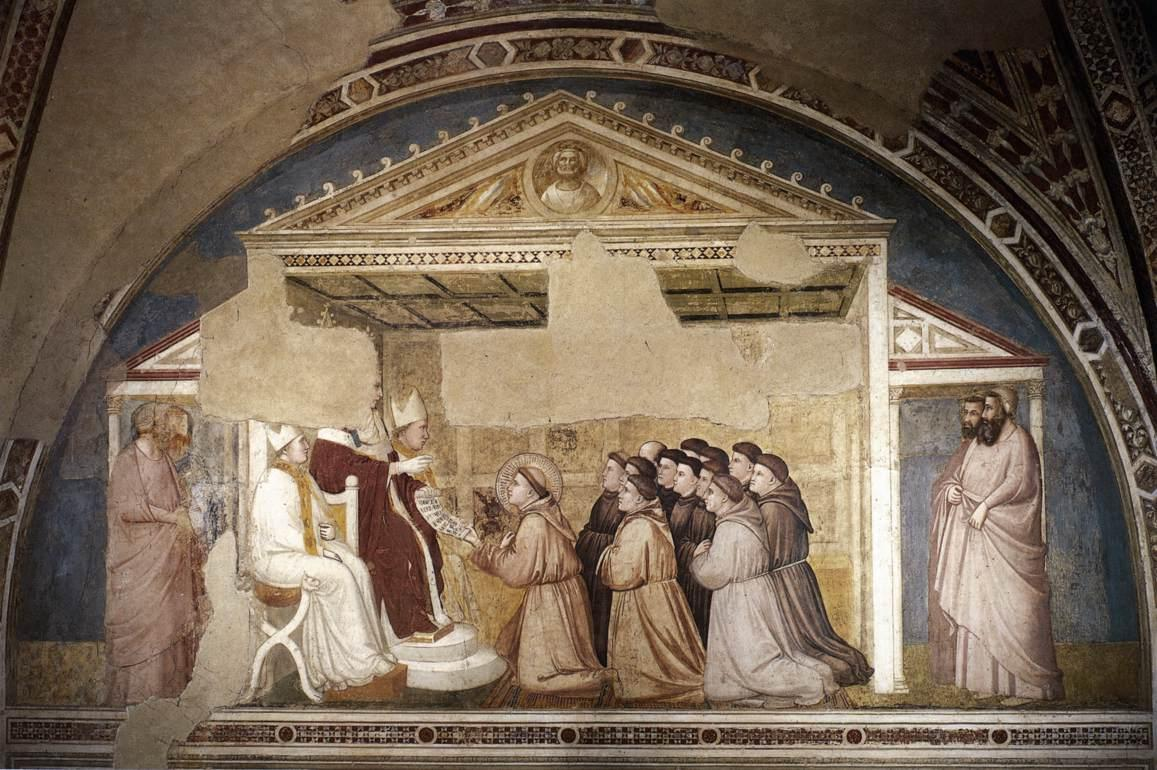
Approbation de la règle par Innocent III.
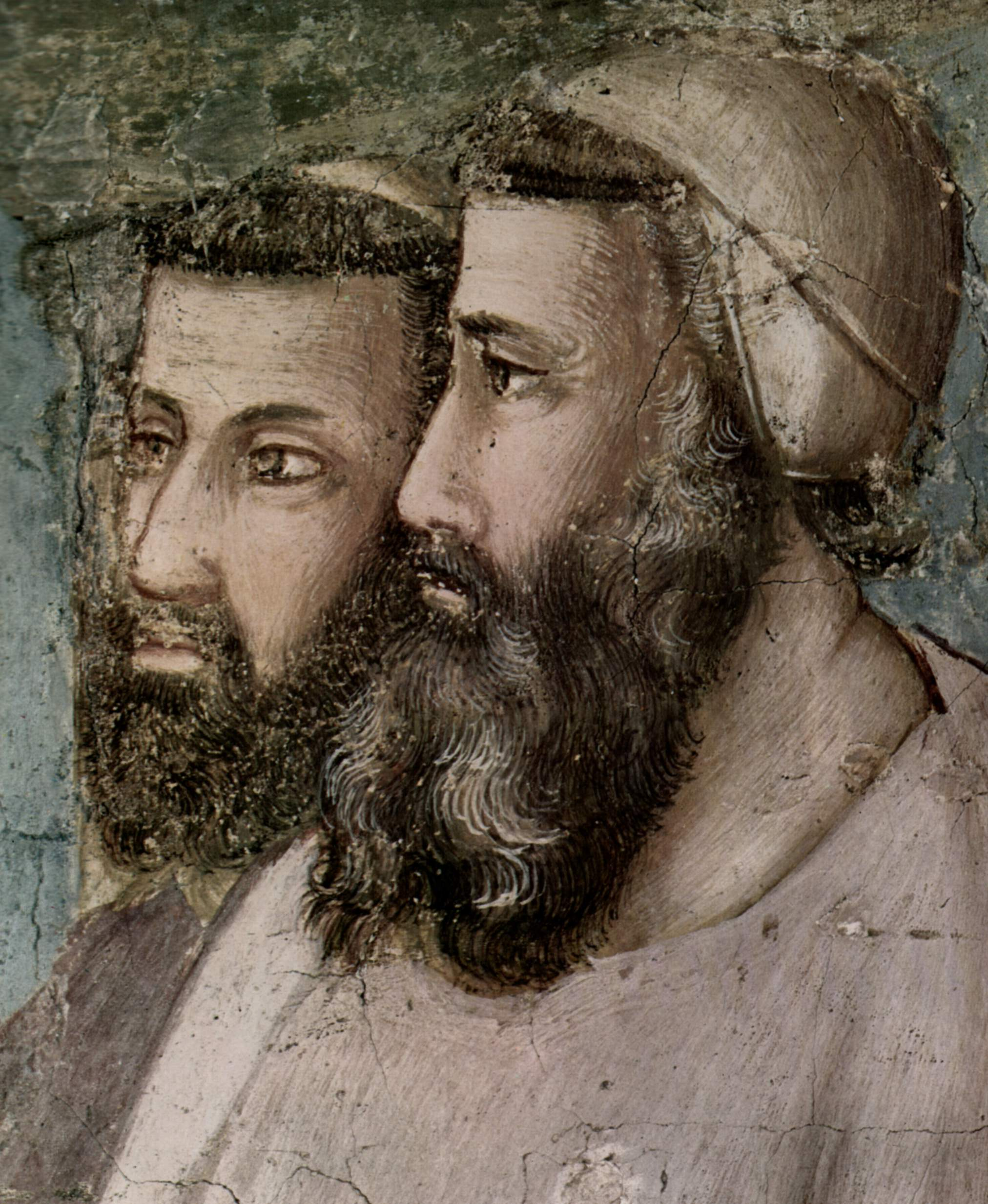
Approbation de la règle par Innocent III, détail.

#### L'apparition au Capitole d'Arles
Cette scène, au registre médian du mur de gauche, est située dans une architecture rigide et symétrique. Une assemblée de frères y est réunie : c'est la réunion du chapitre de l'ordre franciscain, à laquelle saint François avait déclaré qu'il n'assisterait plus. Les franciscains assis écoutaient la prédication de saint Antoine de Padoue, debout à gauche, lorsqu'ils voient apparaître saint François au milieu d'eux. Le peintre anime le tableau, aux couleurs un peu ternes, par des études très diverses de physionomies et de sentiments sur les frères réunis. 

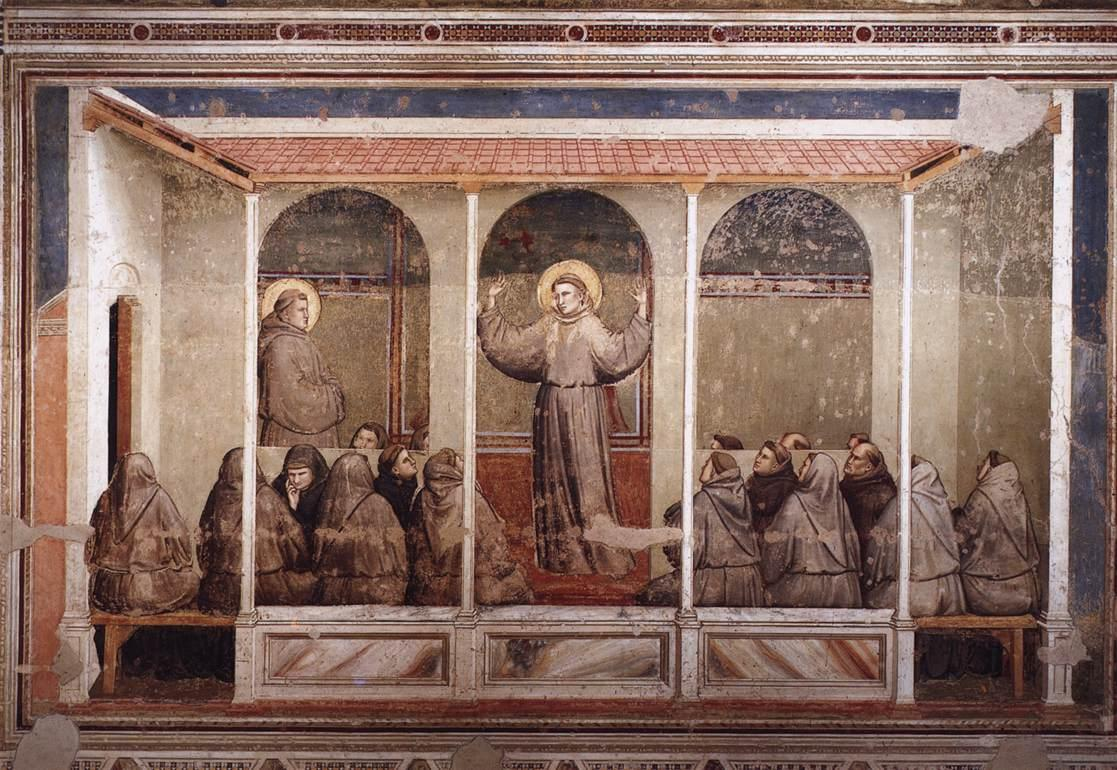
Apparition au Capitole d'Arles.
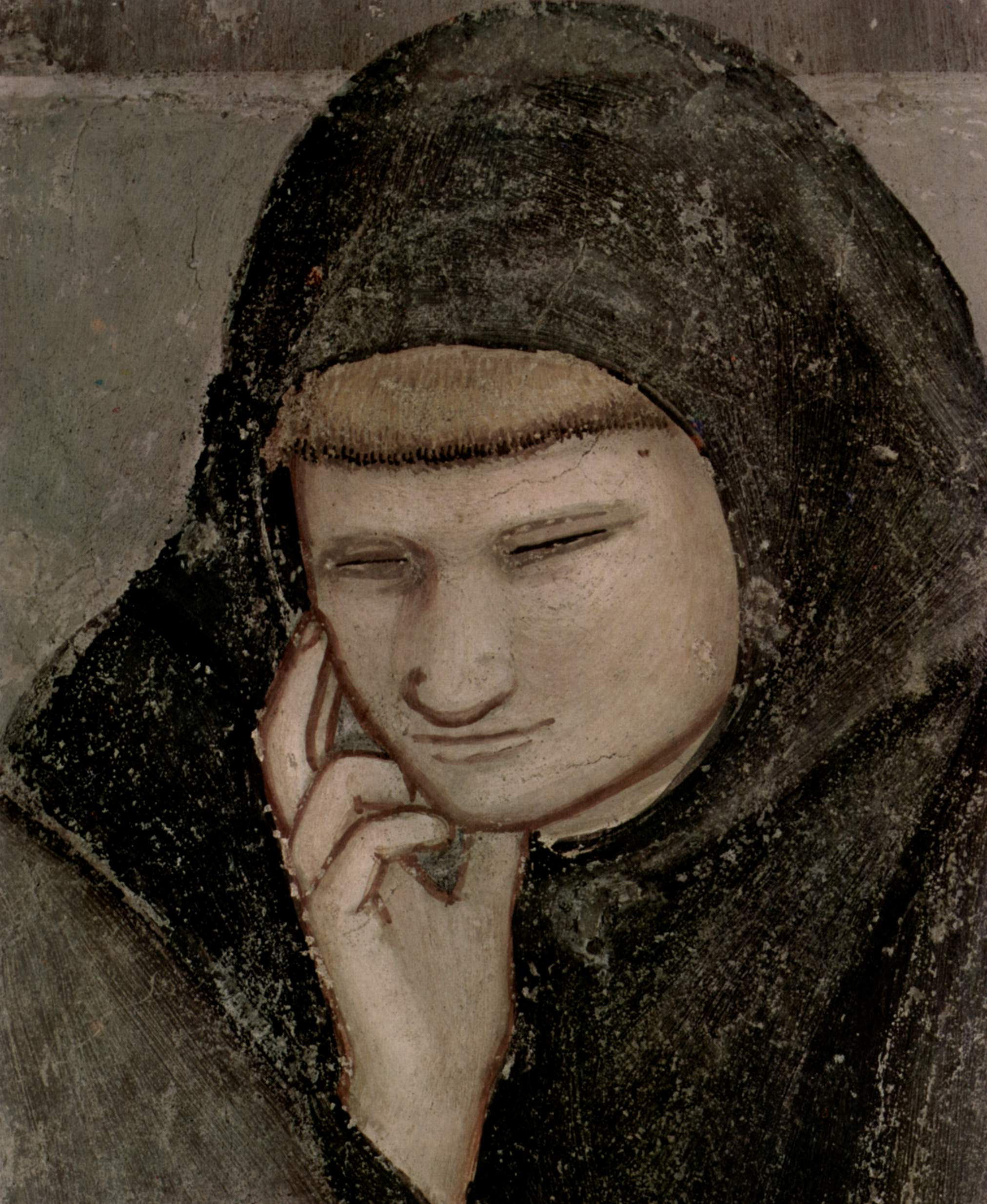
Apparition au Capitole d'Arles, détail.
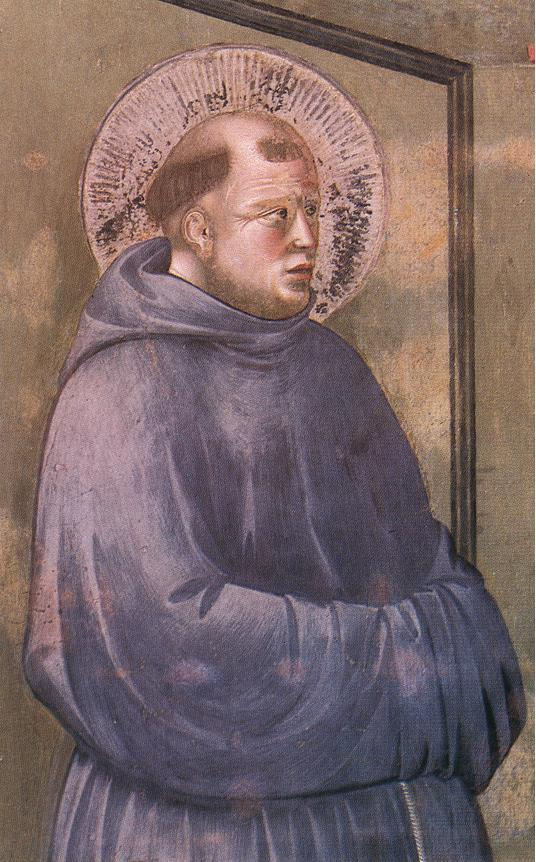
Apparition au Capitole d'Arles, détail.
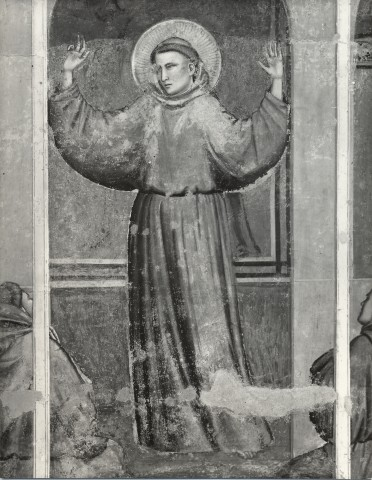
Apparition au Capitole d'Arles, détail (noir et blanc).

#### L'épreuve du feu chez le Sultan
Au registre médian du mur de droite, sur le même fond bleu que dans les autres scènes, une architecture symétrique accueille une scène de cour : au centre, le sultan de Babylone siège sur son trône. À sa gauche, saint François, accompagné de frère Illuminé, vient de lancer aux responsables religieux de Babylone un défi, symbolisé par le feu placé devant lui : il invite à faire construire un grand brasier où il entrera avec les prêtres de Babylone, et le feu départagera dont la foi honore le véritable Dieu. Les prêtres babyloniens ont un mouvement de recul, voire de fuite, et le sultan refuse l'épreuve. 

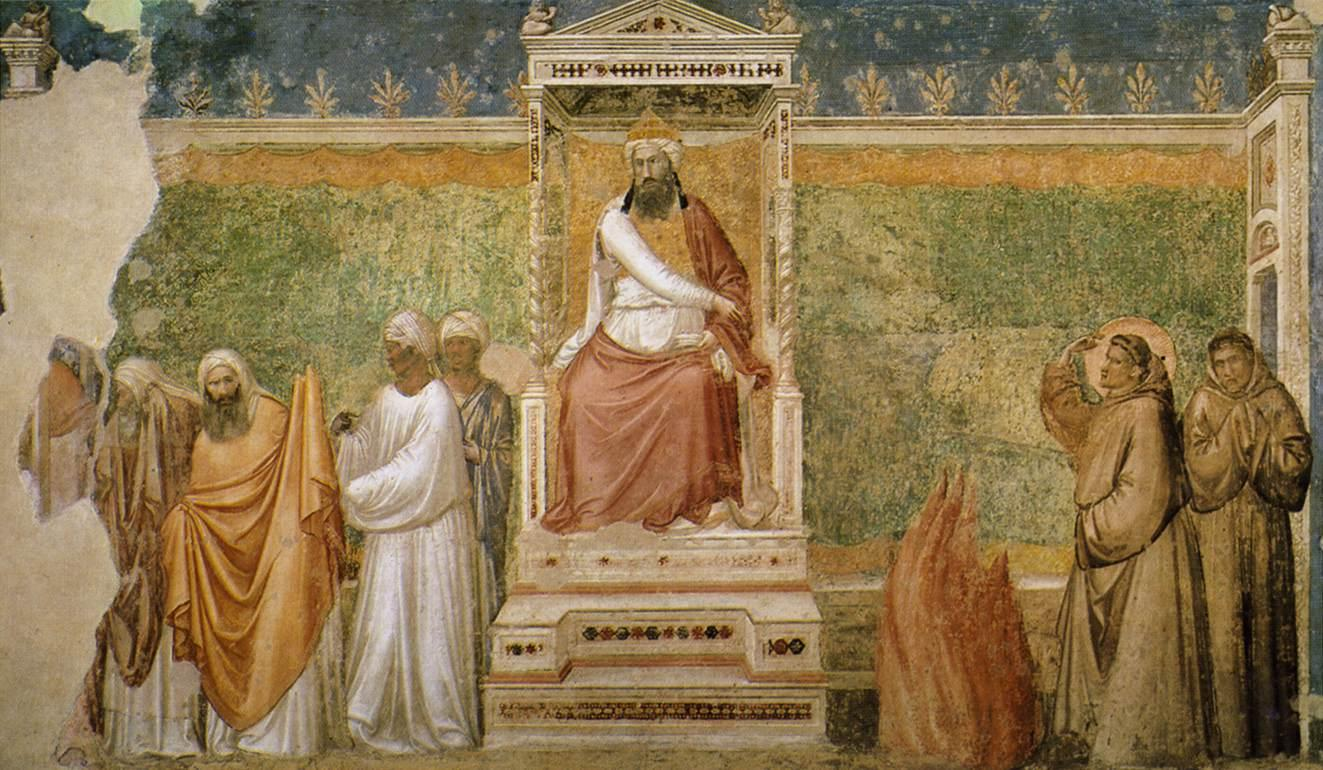
L'épreuve du feu chez le Sultan.
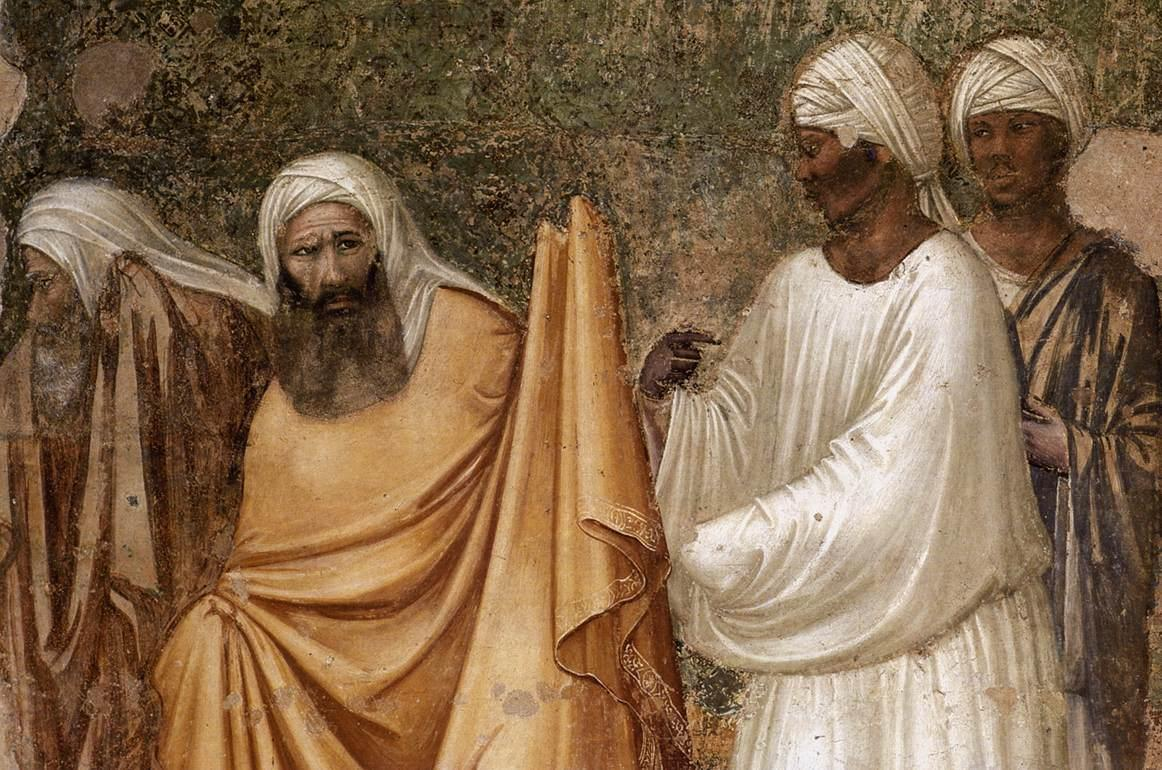
L'épreuve du feu chez le Sultan, détail.

#### Mort et ascension de saint François
La fresque située au bas du mur de gauche est l'une des plus endommagées. Les contours d'un tombeau scellé au mur ont perdu leur peinture, laissant des vides comblés par un enduit de couleur neutre. Le fond bleu, qui dans les autres fresques du cycle figure plutôt le ciel, représente ici un espace intérieur, clos par un mur bas, ouvert vers le haut : les anges peuvent ainsi emporter l'âme du défunt vers le ciel. Au centre de cet espace intérieur, le saint est étendu sur un catafalque, entouré par ses frères. A genoux à son côté, un médecin vérifie les stigmates, assisté par des franciscains. Deux rangées de clercs portant des torches séparent le lit mortuaire de la foule qui se presse sur les côtés de la scène. L'usage de coloris sobres pour les vêtements, et en particulier la bure franciscaine, donne une atmosphère de paix au tableau. 

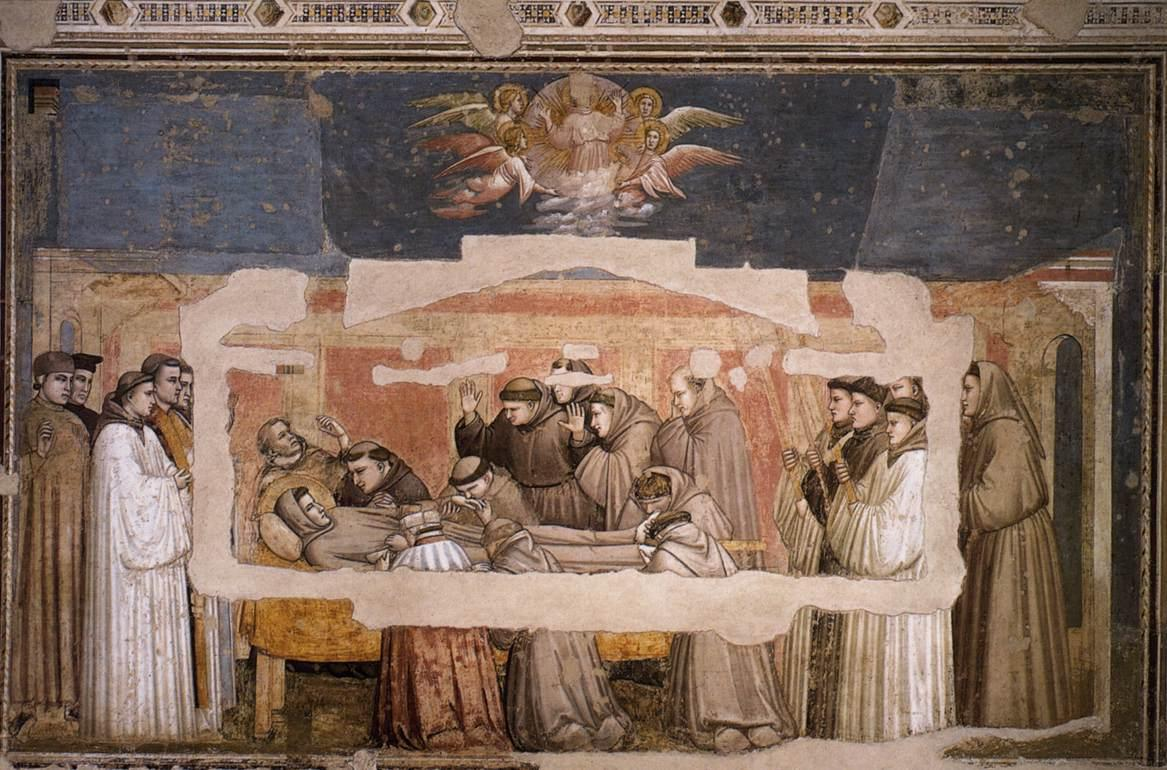
Mort et ascension de saint François.
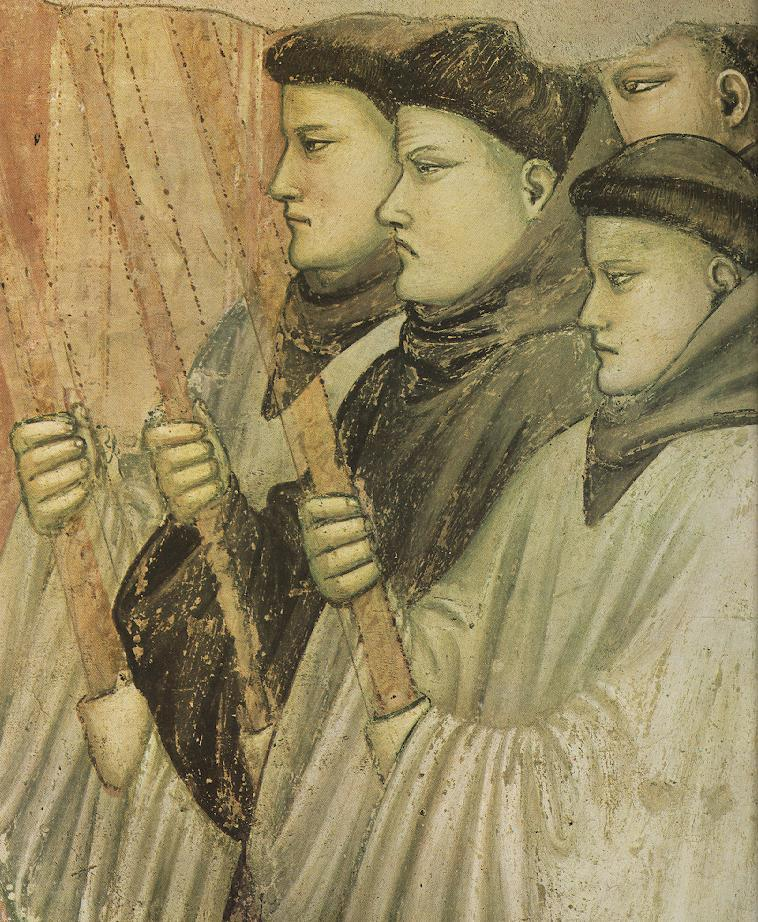
Mort et ascension de saint François, détail.
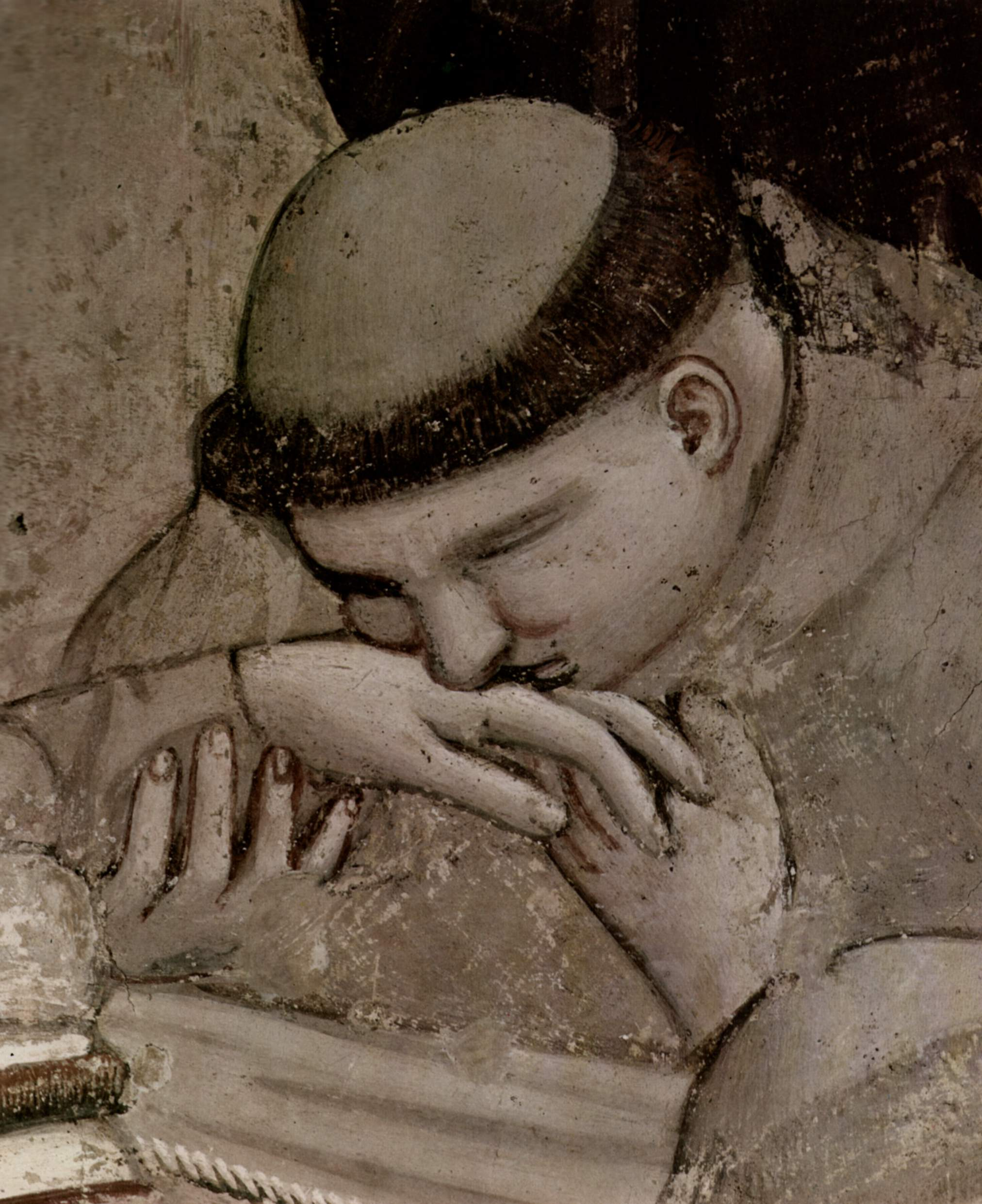
Mort et ascension de saint François, détail.

#### L’apparition au frère Augustin et à l’évêque d’Assise
Cet épisode, situé au bas du mur de droite, a lieu après la mort du saint. Il est également très endommagé. On y voit un frère franciscain, frère Augustin, mourant, ainsi que l'évêque d'Assise Guido recevoir une apparition de l'âme de saint François. 

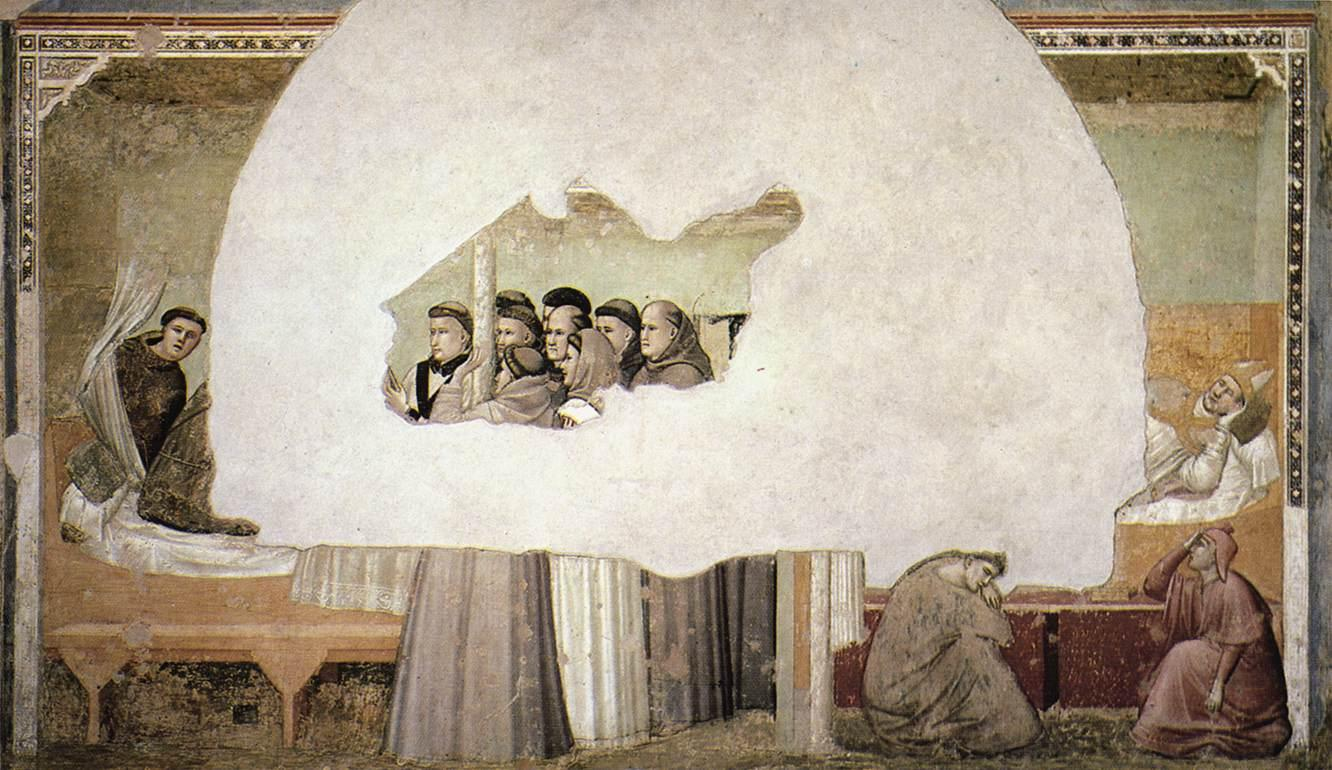
Apparition au frère Augustin et à l'évêque Guido.
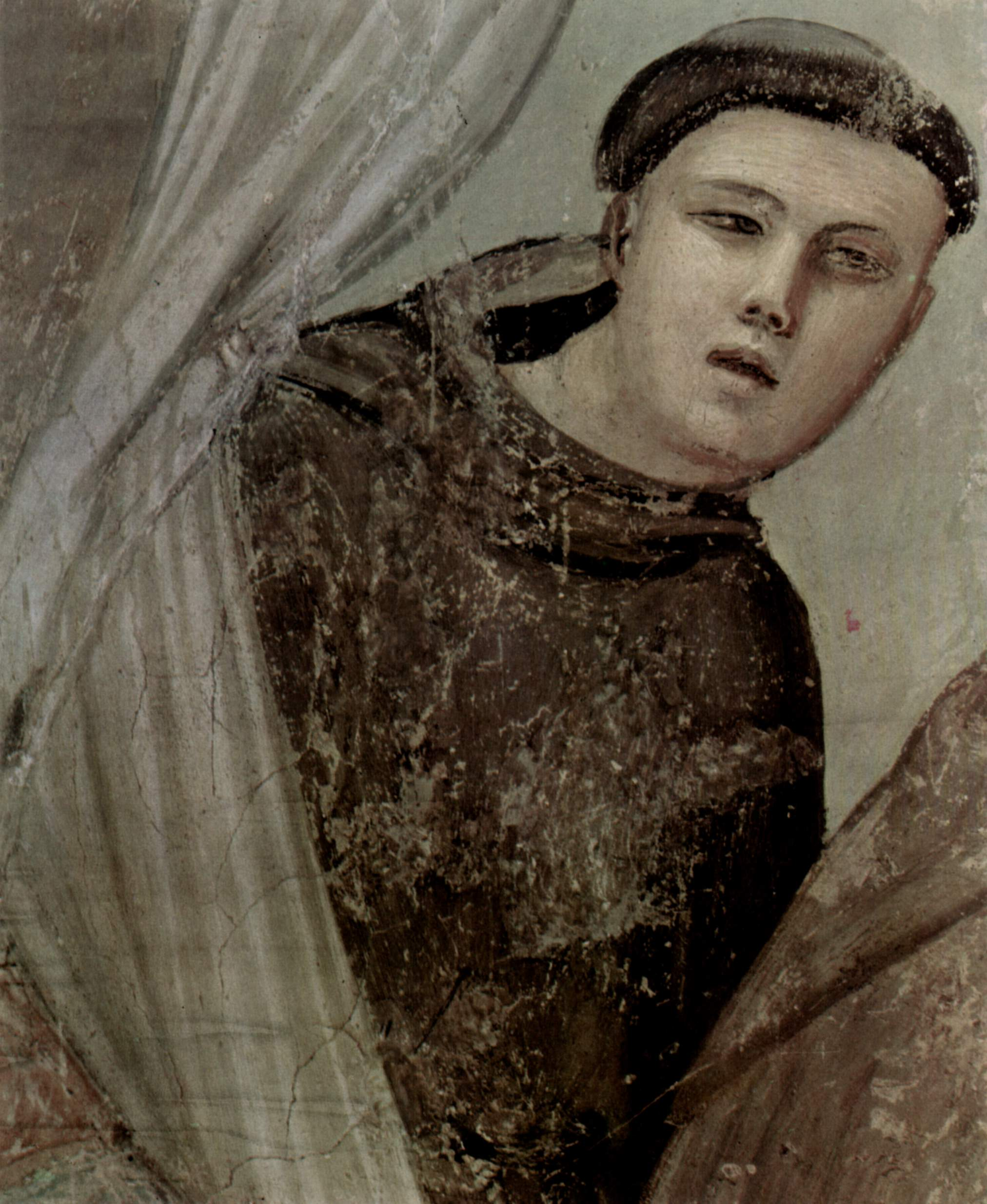
Apparition au frère Augustin et à l'évêque Guido, détail.

#### La stigmatisation de saint François
Placée à l'extérieur de la chapelle, dans le transept, au-dessus de l'arc d'entrée, une dernière scène relate la stigmatisation de saint François. Sur un fond de rochers gris et ocre, avec un ciel bleu (devenu avec le temps gris-vert) le Christ crucifié, doté de trois paires d'ailes rouges de séraphins, aborde saint François en prière comme le ferait un ange d'Annonciation pour la Vierge. Des traits de feu impriment les stigmates sur le corps de saint François. 

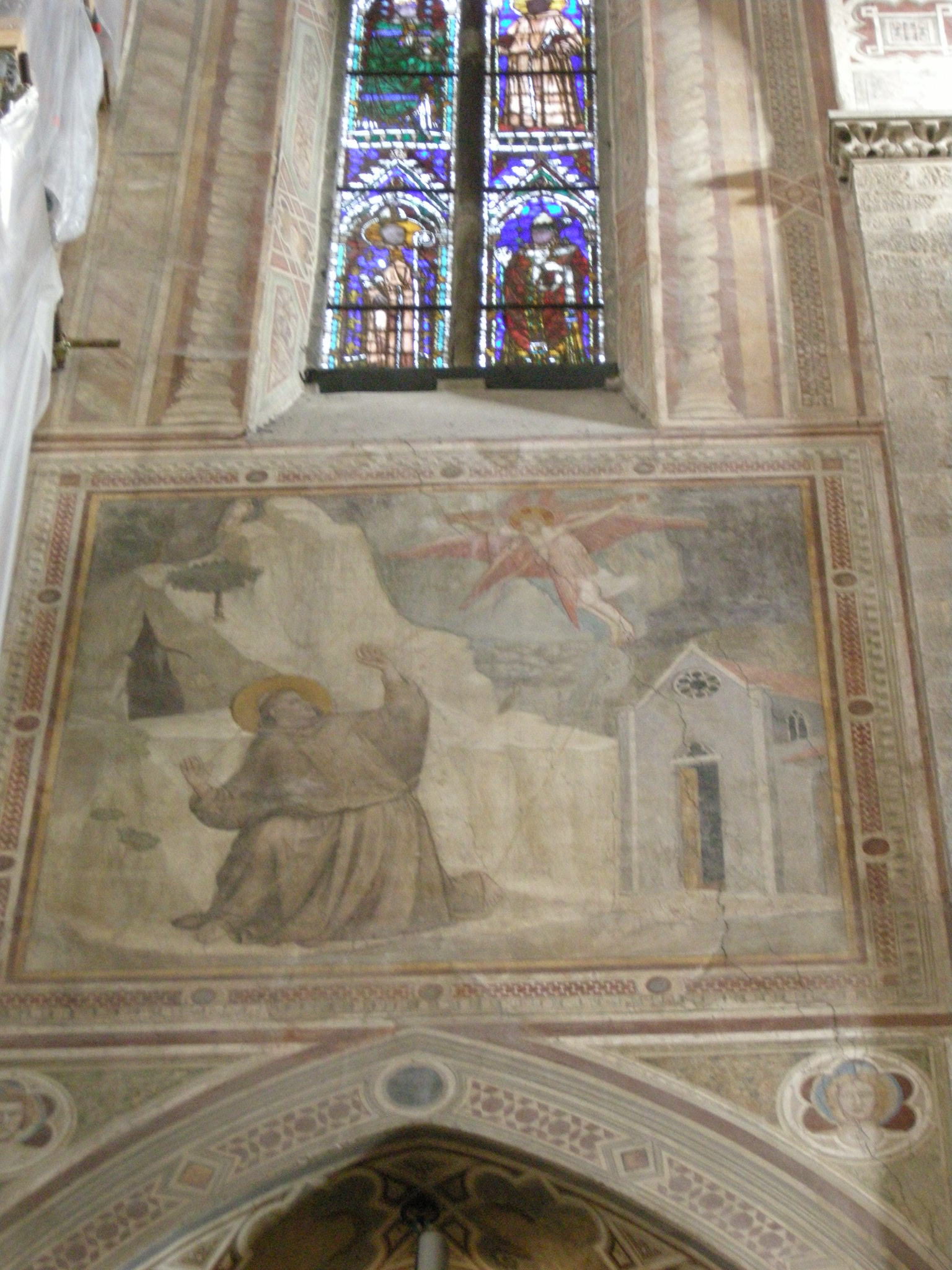
La stigmatisation de saint François, au-dessus de l'arc.
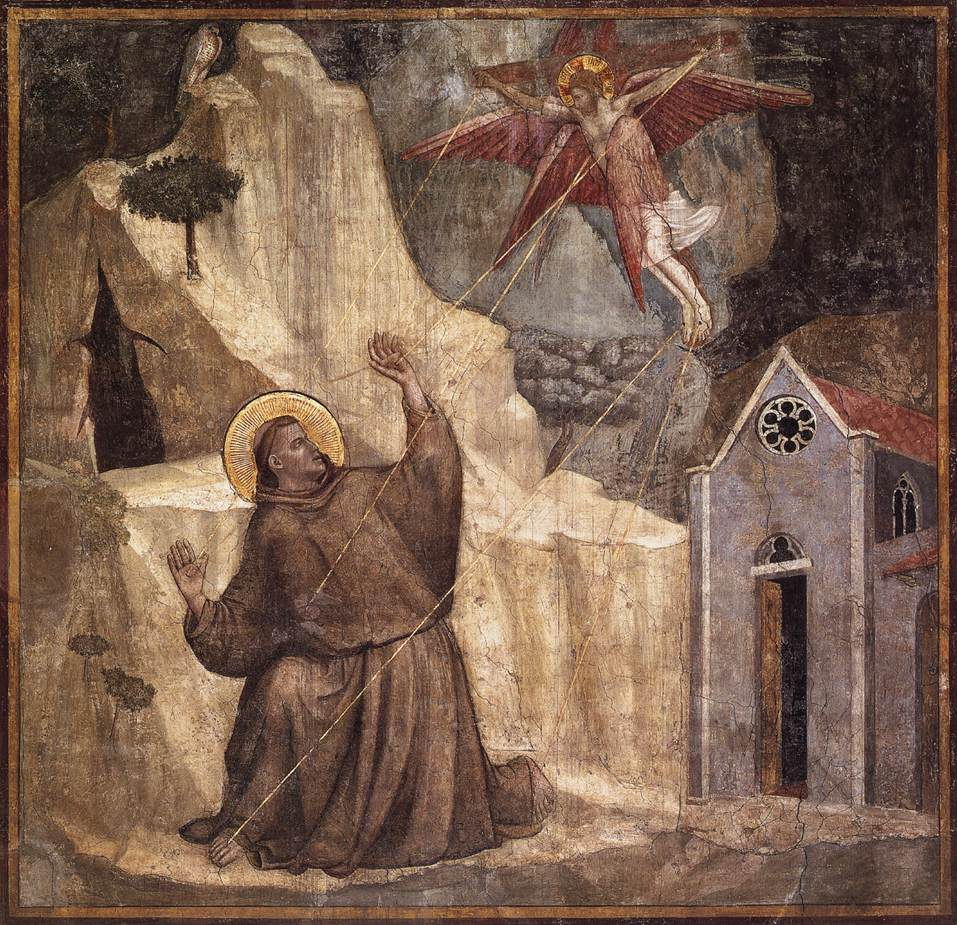
La stigmatisation de saint François.

### Les autres peintures
Le mur du fond, autour des fenêtres, accueille des portraits, sur deux niveaux, sous des arcatures trilobées : au registre supérieur, saint Louis de Toulouse, à gauche ; à droite, le portrait est perdu ; au registre inférieur, à gauche, sainte Claire et à droite sainte Élisabeth de Thuringe, tous trois sont des saints franciscains. Enfin, l'intrados de l'arc d'entrée présente des médaillons de personnages en buste devenus difficilement identifiables.
Chacun des quatre voûtains accueille un médaillon où figure la représentation allégorique d'une vertu. 
À l'extérieur, sur l'arc, près de la stigmatisation de saint François, on voit aussi Adam et Ève.

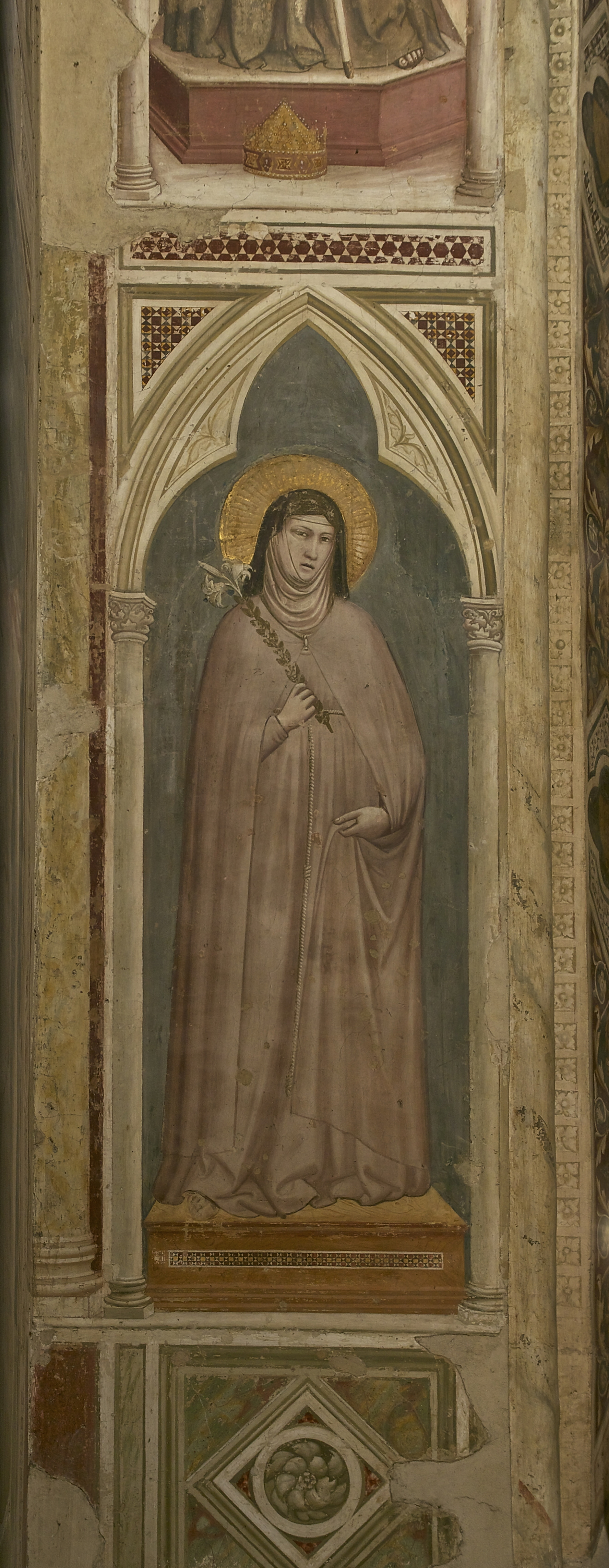
Sainte Claire.
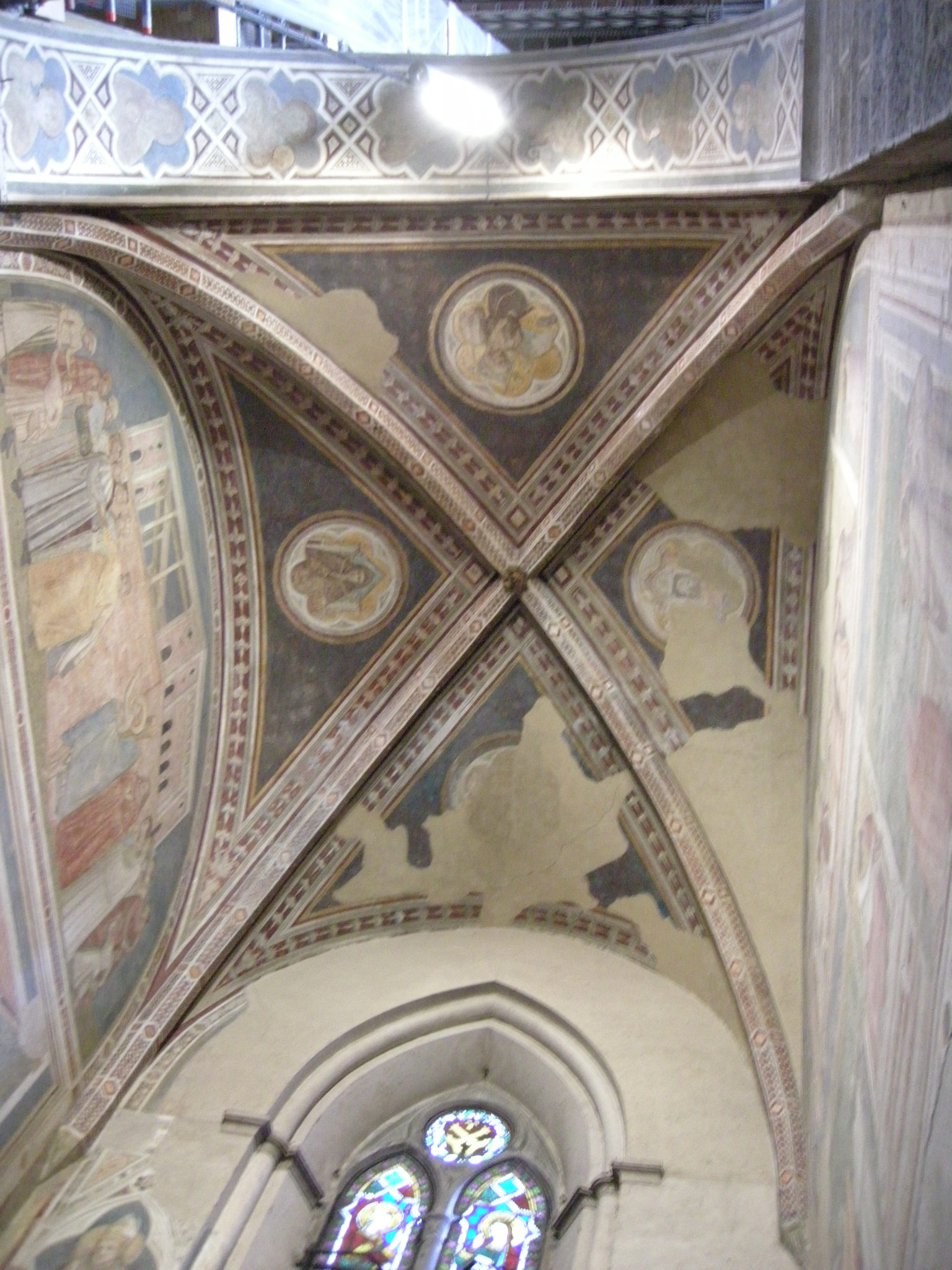
Les voûtains.
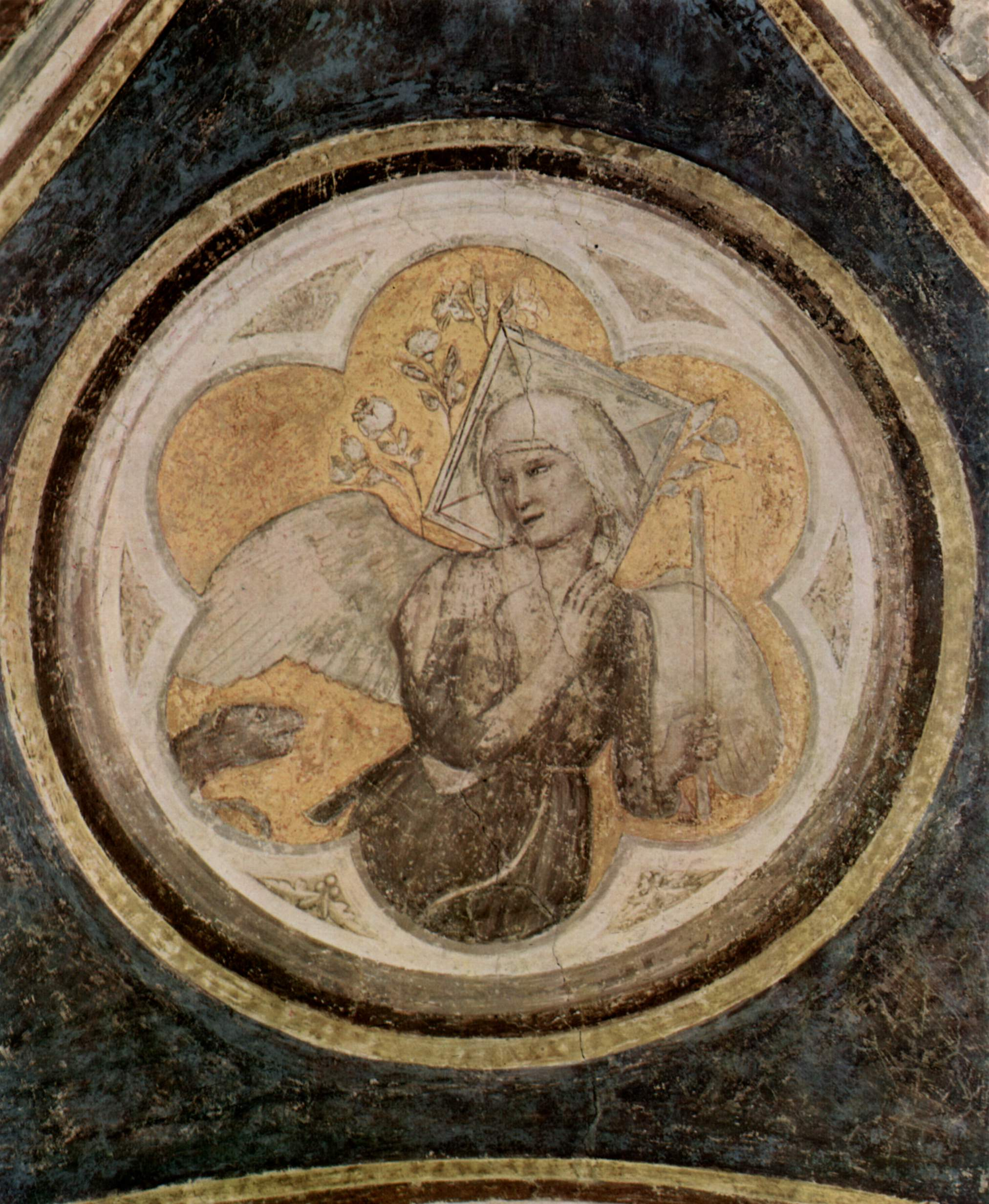
La vertu de chasteté.

## Redécouverte, restauration et étude
Recouvertes de chaux au XVIIIe siècle, elles furent redécouvertes en 1852, onze ans après celles de la chapelle Peruzzi voisine. En 1937, s'y ajoute la Stigmatisation de saint François, découverte dans le transept. Leonetto Tintori, spécialiste de la technique de Giotto, restaure l'ensemble entre 1958 et 1962 : il retire les ajouts du XIXe siècle et, suivant l'usage de l'époque à Florence, respecte les lacunes sans les combler : celles-ci sont donc encore apparentes aujourd'hui. La chapelle Bardi, peinte à fresque, est moins abîmée que la chapelle Peruzzi peinte a secco, et la restauration de Tintori y a permis de retrouver l'aspect authentique de beaucoup de visages. L'ensemble des deux chapelles Bardi et Peruzzi est très généralement attribuée à Giotto ; cependant, en 1953 Robert Oertel émet l'hypothèse que les fresques de la Vie de saint François, c'est-à-dire la chapelle Bardi, aurait été peinte par Maso di Banco, élève de Giotto, plutôt que par son maître. Cette hypothèse ne rencontre guère d'écho dans les recherches postérieures et l'attribution des fresques à Giotto est généralement reconnue.

## Autres œuvres présentes dans la chapelle

### Miracle de saint Sylvestrede Maso di Banco

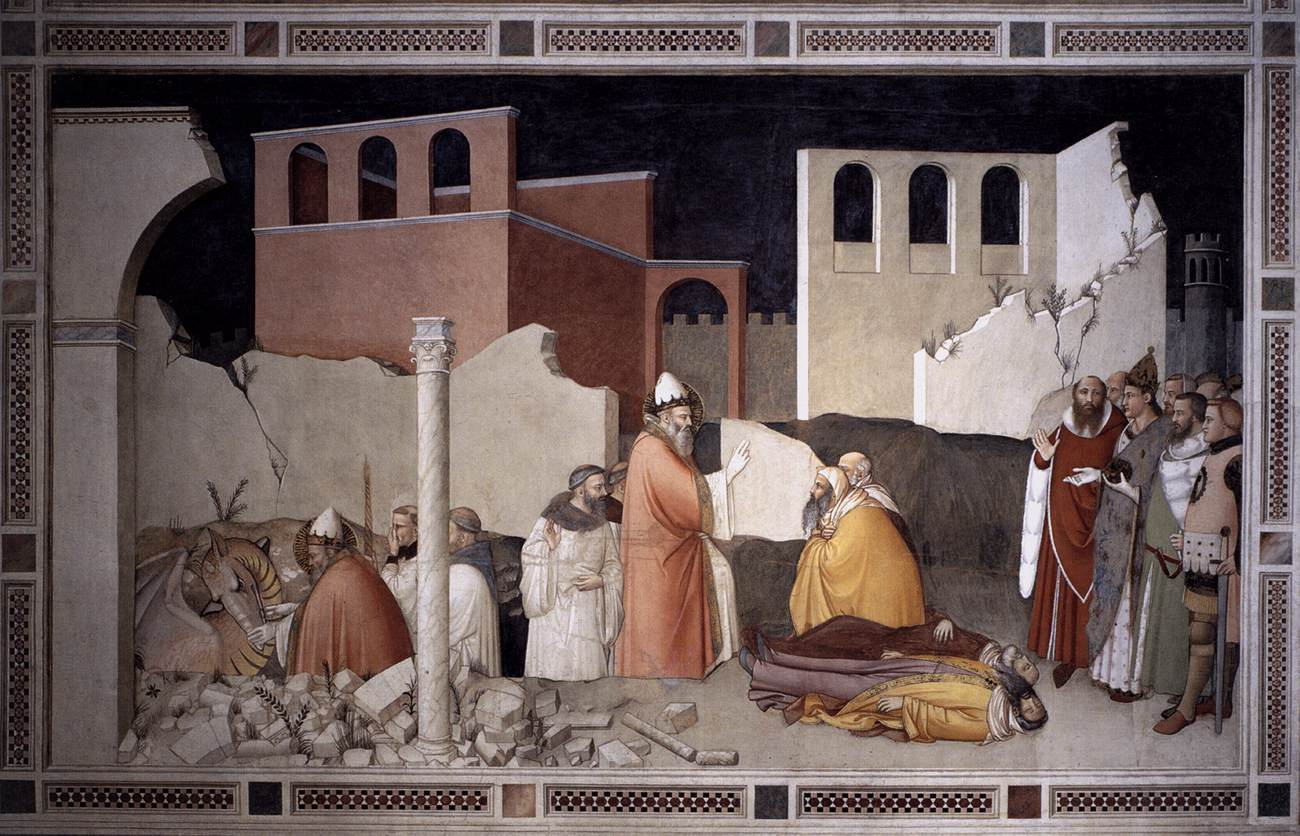
Maso di Banco, Miracle de saint Sylvestre.

Dans ce Miracle, Maso travaille sans doute moins les couleurs, malgré la subtilité des rapports colorés allant entre le bleu sombre, le beige, le rouge (du brun au rose) et le vert bleu, qu'il ne cherche à définir avec rigueur et efficacité un espace narratif. La colonne du premier plan sert de pivot séparant les deux moments du récit tout en cachant partiellement les personnages. L'arrière-plan architectural fournit un schéma solide et articulé, une construction géométrique et colorée qui soutient la répartition des figures du premier plan ; le bâtiment rouge-rose encadre les gestes miraculeux du saint ; il distingue les deux moments grâce à l'angle mis en valeur par la lumière ; le bâtiment blanc encadre le groupe des ressuscités, tout en les différenciant des assistants à l'extrême droite. La variété pittoresque des ruines laisse voir l'action et en détermine le lieu dans la profondeur ; l'irrégularité de leur découpage nuance et occulte en partie le schématisme de la disposition, mais elle confirme les directions principales du récit.

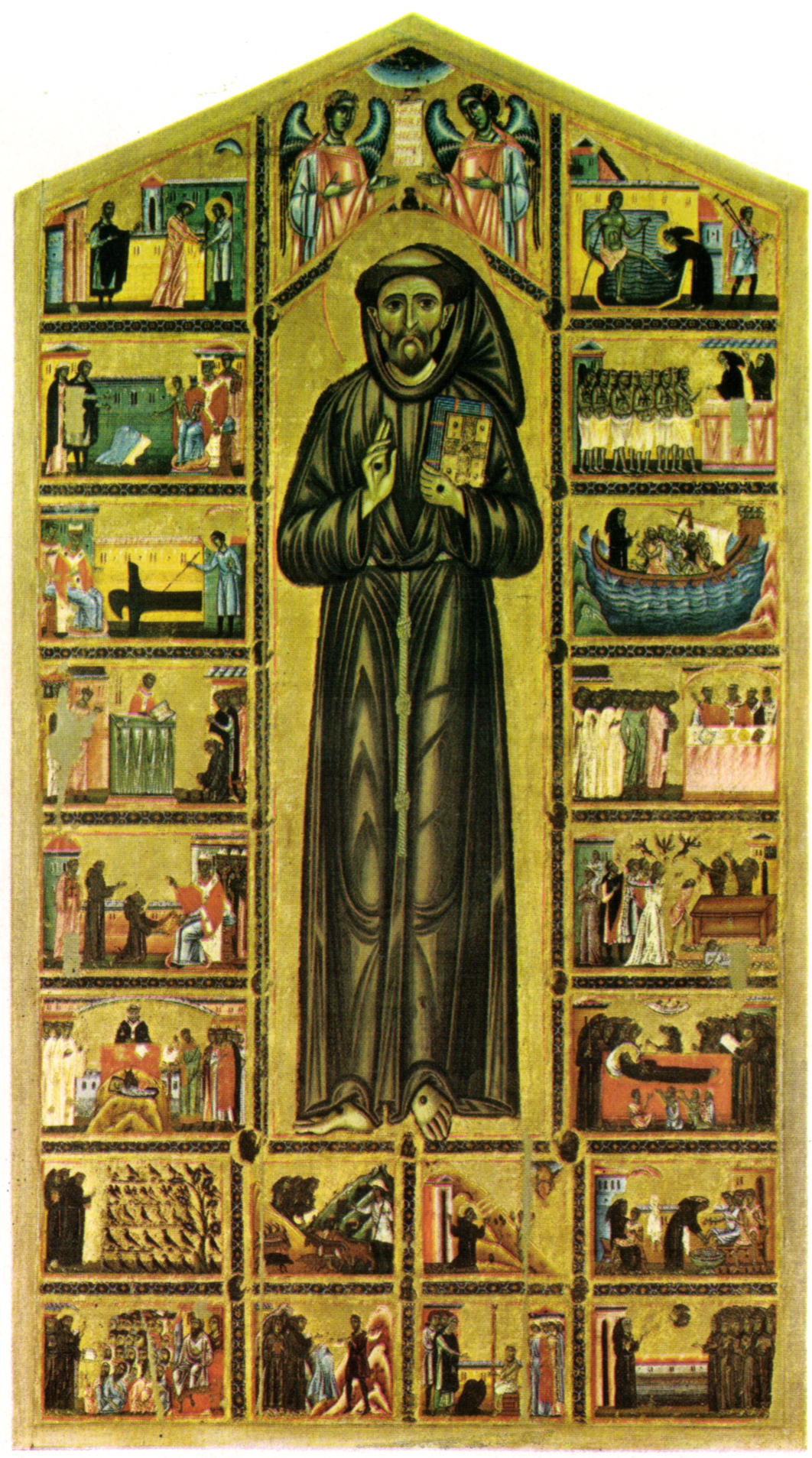
Retable du Maestro del Francesco Bardi

- Vitraux de Jacopo di Casentino[réf. nécessaire] : les vitraux de la chapelle Bardi n'ont pas été conçus pour celle-ci et proviennent d'une autre chapelle de Santa Croce, la chapelle Velluti.
- Retable de Scènes de la vie de saint François par le Maestro del San Francesco Bardi.